# Каоколенд

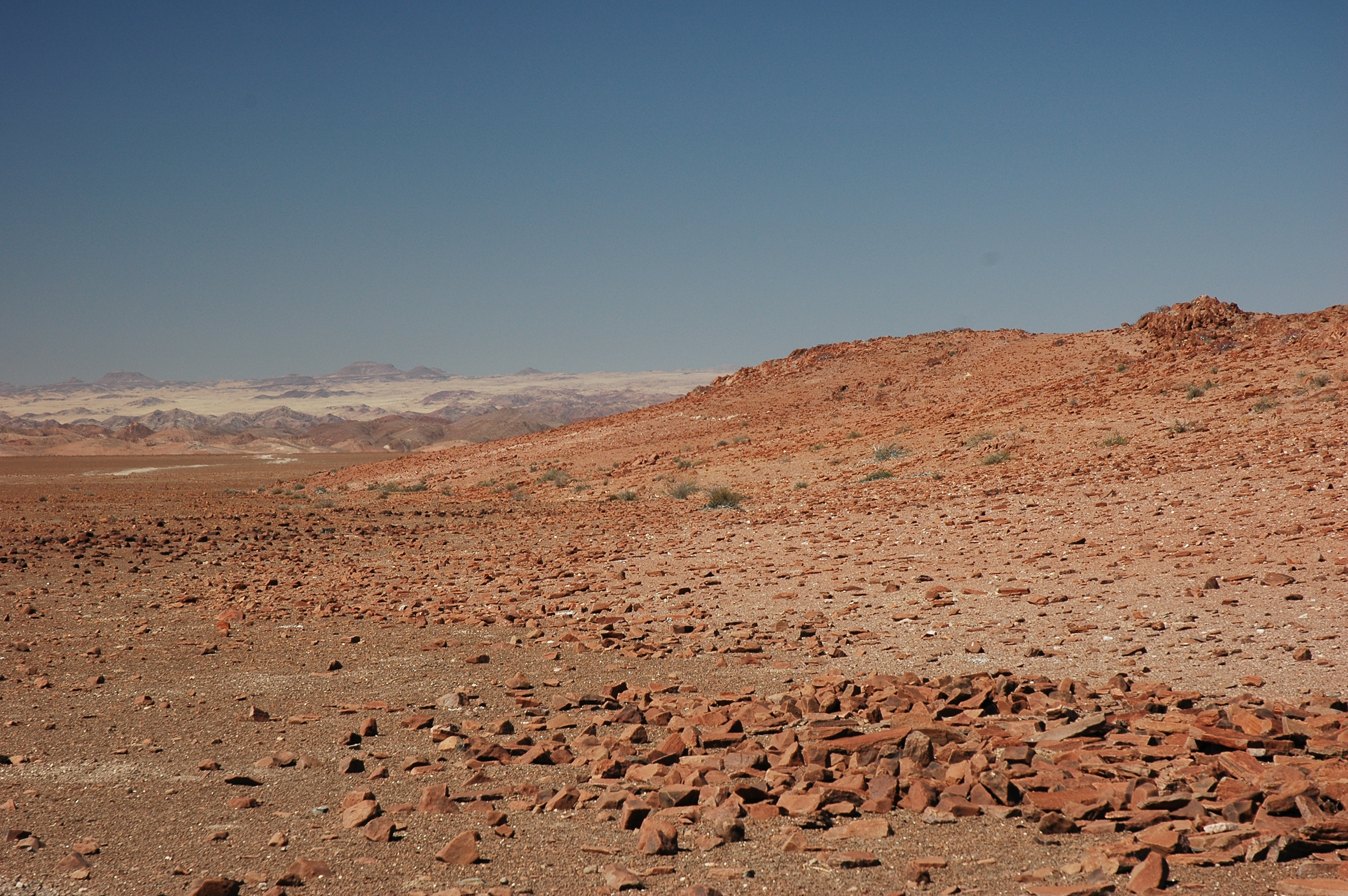
Каоколенд

Каоколе́нд (англ. Kaokolánd, Kaokoveld) — засушливая область на северо-западе Намибии площадью около 50 000 км². Каоколенд граничит с западной стороной Берега Скелетов. На севере он встречается с рекой Кунене (которая на своём пути пересекает провинцию в Анголе, именуемую по названию реки — Кунене). На пути реки встречается водопад Эпупа. Также Кунене проходит через город Руакана, расположенный в Овамболенде (Сейчас регион Омусати) на юге Дамараленда. В Каоколенде невозможно заниматься земледелием, так как ежегодно там выпадает менее 350 мм осадков. Живущие здесь племена химба и гереро занимаются охотой, собирательством и животноводством.

## Животный мир Каоколенда
Каоколенд известен своей популяцией диких животных, которой в 1970-е годы нанесло существенный ущерб браконьерство. В Каоколенде есть и редкие животные, такие как чёрный носорог, антилопа-орикс, горная зебра, саванный слон. Учёные все ещё спорят: является ли саванный слон из Каоколенда самостоятельным подвидом или это обычный саванный слон, приспособившийся к условиям Каоколенда. В любом случае поведение саванных слонов в Каоколенде отличается от поведения их сородичей в других местах Африки. Недоступность области и, с другой стороны, борьба с браконьерством привели к существенному возрастанию популяции саванных слонов в Каоколенде.
Кое-где вызванные слонами убытки представляют большой ущерб для жизни других обитателей Каоколенда. Например, чрезмерное объедание слонами листвы, приводит к уменьшению съедобных ресурсов для носорогов или прочих обитающих там животных.

## Транспортная инфраструктура
Транспортно-техническая инфраструктура региона слаборазвита, поэтому путешествовать там можно или пешим ходом или на полноприводном автомобиле (то есть на полноприводной технике) с GPS-навигатором (не исключается вид передвижения самолётом). Например, вождение микроавтобуса Zyls-Pass, считается там «высшей школой автовождения» — даже для знатоков ездить на нём по территории Каоколенда очень трудно.

## Галерея

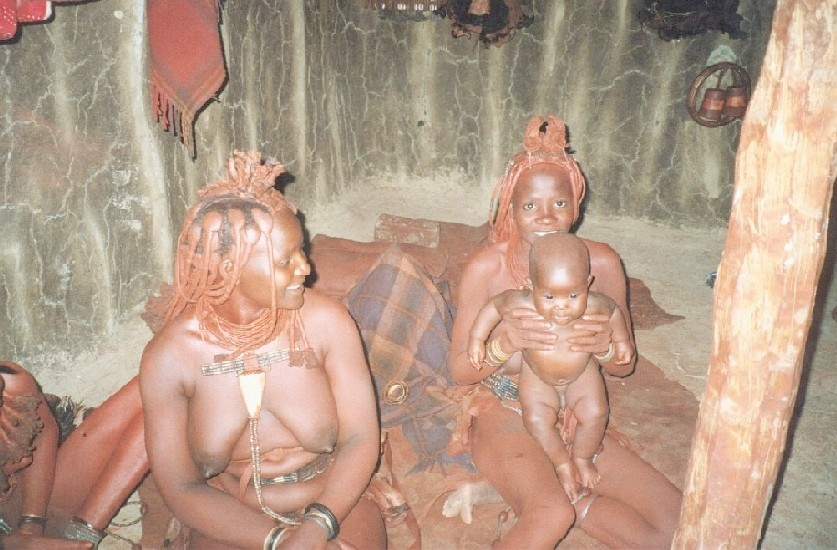
Женщины племени химба в Каоколенде на северо-западе Намибии
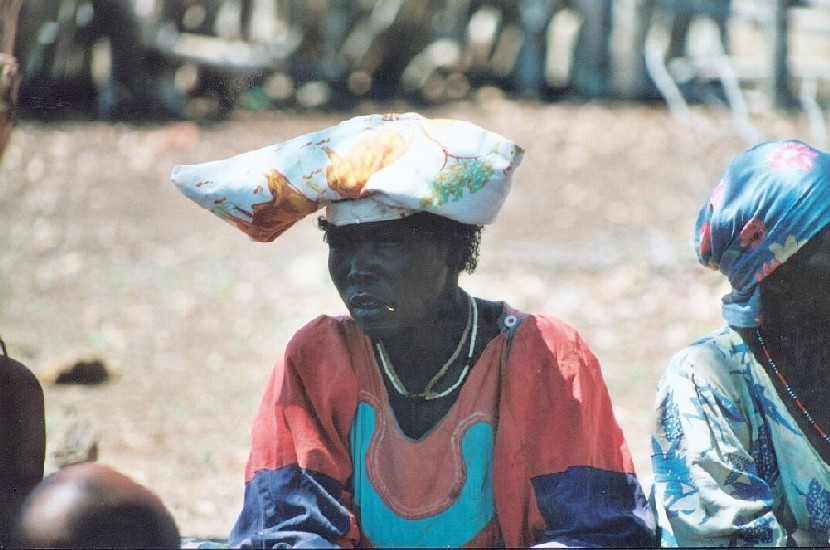
Женщины племени гереро в Каоколенде на северо-западе Намибии
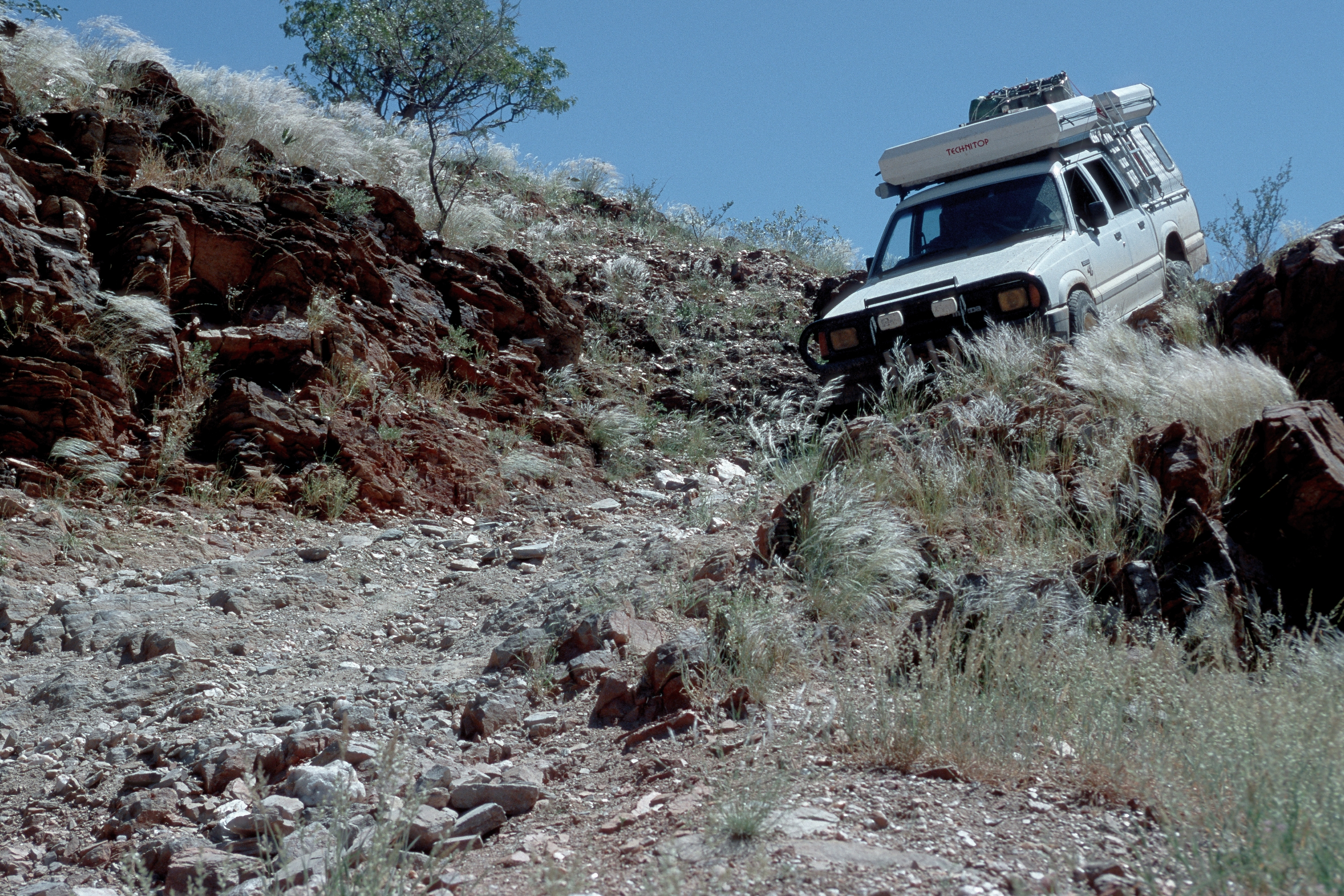
Испытание проходимости микроавтобуса "Van Zyl´s Pass" в Каоколенде